# Longueau
Longueau – miejscowość i gmina we Francji, w regionie Hauts-de-France, w departamencie Somma.
Według danych na rok 1990 gminę zamieszkiwało 4940 osób, a gęstość zaludnienia wynosiła 1444 osoby/km² (wśród 2293 gmin Pikardii Longueau plasuje się na 41. miejscu pod względem liczby ludności, natomiast pod względem powierzchni na miejscu 1020.).

## Miasta Partnerskie
- Iwajłowgrad
- Karcag
- Nałęczów